# 派特里科维奇·久洛
派特里科维奇·久洛（匈牙利語：Petrikovics Gyula，1943年1月12日—2005年6月28日），匈牙利男子皮划艇运动员。他曾代表匈牙利参加1968年夏季奥林匹克运动会皮划艇比赛，获得一枚银牌。